# Osiedle Lipowy Dwór (Iława)
Lipowy Dwór – osiedle Iławy, położone w północnej części miasta, wzdłuż jeziora Jeziorak. Jest osiedlem domków jednorodzinnych.

Położenie na mapie Iławy.

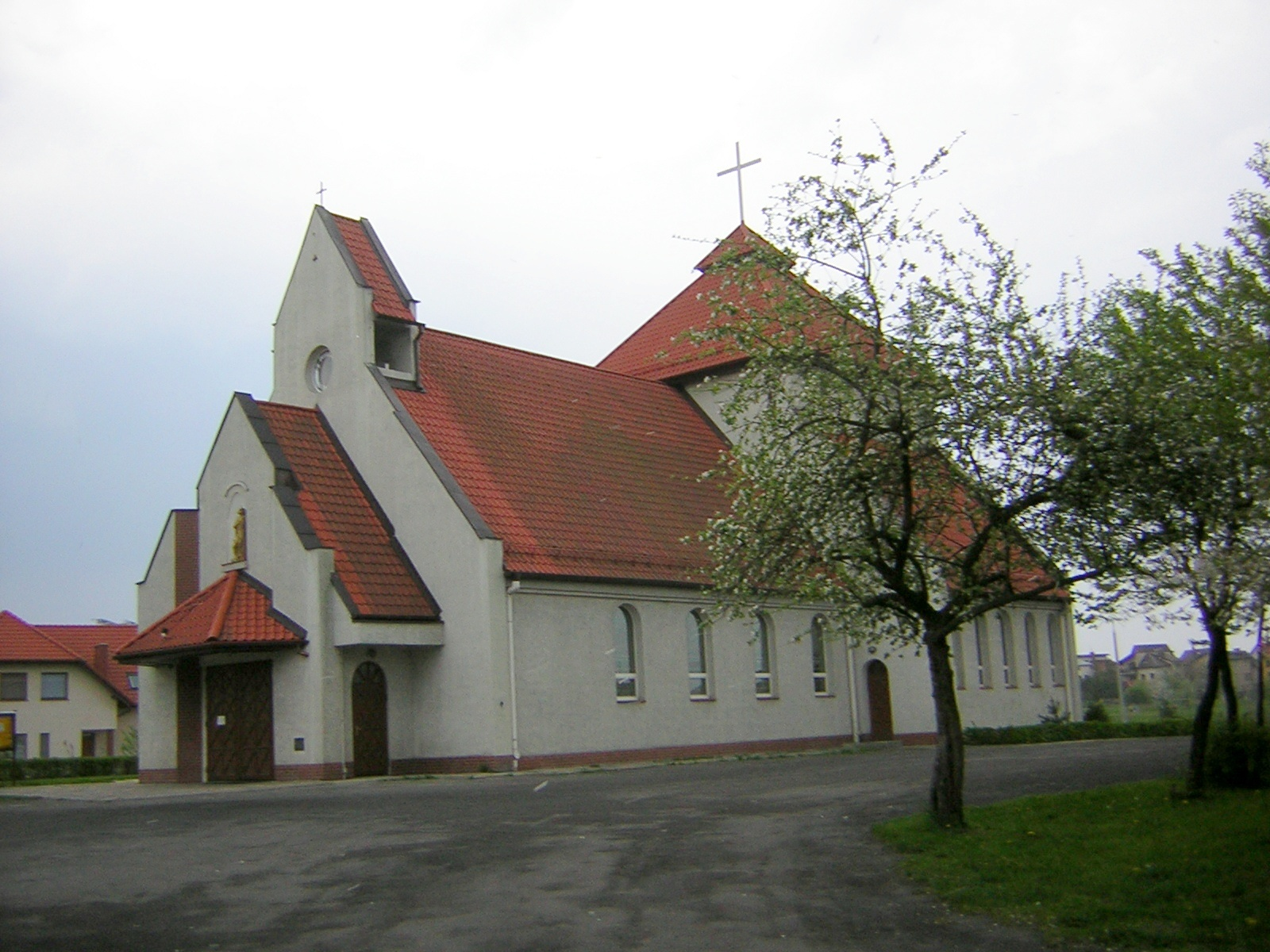
Kościół pw. św. Andrzeja Boboli

## Ulice Lipowego Dworu
Osiedle obejmuje ulice:
- Alickiego
- Boboli
- Bogusławskiego
- Brzechwy
- Chełmońskiego
- Chopina
- Dąbrowskiego (część)
- Fałata
- Gierymskiego
- Grottgera
- Kajki (część)
- Kossaka
- Lipowa
- Lipowy Dwór
- Makuszyńskiego
- Malczewskiego
- Matejki
- Paderewskiego
- Sikorskiego
- Solskiego
- Sucharskiego
- Sybiraków
- Tuwima
- Wańkowicza
- Wybickiego
- Wyczółkowskiego
- Wyspiańskiego
- Zalewska (część)

## Komunikacja
Przez teren osiedla przebiega trasa 2 linii komunikacyjnych. Są to linie numer:
- 2 - (Długa-Ogrody)
- 7 - (Nowa Wieś-Nowa Wieś)

Linie biegną ulicami: Dąbrowskiego, Zalewską i Lipowy Dwór. Przy ul. Lipowy Dwór znajduje się pętla "Ogrody" dla linii nr 2.